# Souhvězdí Plachet
Plachty jsou souhvězdí na jižní obloze, které v minulosti bylo společně se souhvězdími Lodní zádě, Lodního kýlu a Kompasu součástí souhvězdí Lodi Argo. Jeho nejjasnější hvězdou je Suhail, což je čtyřhvězda, jejíž jedna složka je k Zemi nejbližší Wolfovou–Rayetovou hvězdou.

## Významné hvězdy
| Hvězda | Jméno     | Hvězdná velikost |
| ------ | --------- | ---------------- |
| γ Vel  |           | 1,83m            |
| δ Vel  | Alsephina | 1,93m            |
| λ Vel  | Suhail    | 2,21m            |